# Dekanat rohaczowski (eparchia homelska i żłobińska)
Dekanat rohaczowski – jeden z dziesięciu dekanatów wchodzących w skład eparchii homelskiej i żłobińskiej Egzarchatu Białoruskiego Patriarchatu Moskiewskiego.

## Parafie w dekanacie
- Parafia Opieki Matki Bożej w Błotni
  - Cerkiew Opieki Matki Bożej w Błotni
- Parafia św. Michała Archanioła w Cichiniczach
  - Cerkiew św. Michała Archanioła w Cichiniczach
- Parafia Opieki Matki Bożej w Dowsku
  - Cerkiew Opieki Matki Bożej w Dowsku
- Parafia Świętego Ducha we Dworcu
  - Cerkiew Świętego Ducha we Dworcu
- Parafia Zaśnięcia Najświętszej Maryi Panny w Grodźcu
  - Cerkiew Zaśnięcia Najświętszej Maryi Panny w Grodźcu
- Parafia św. Mikołaja Cudotwórcy w Kormie
  - Cerkiew św. Mikołaja Cudotwórcy w Kormie
- Parafia św. Aleksandra Newskiego w Rohaczowie
  - Cerkiew św. Aleksandra Newskiego w Rohaczowie
- Parafia św. Mikołaja Cudotwórcy w Starym Krzywsku
  - Cerkiew św. Mikołaja Cudotwórcy w Starym Krzywsku
- Parafia Świętego Ducha w Żurawiczach
  - Cerkiew Świętego Ducha w Żurawiczach

## Galeria

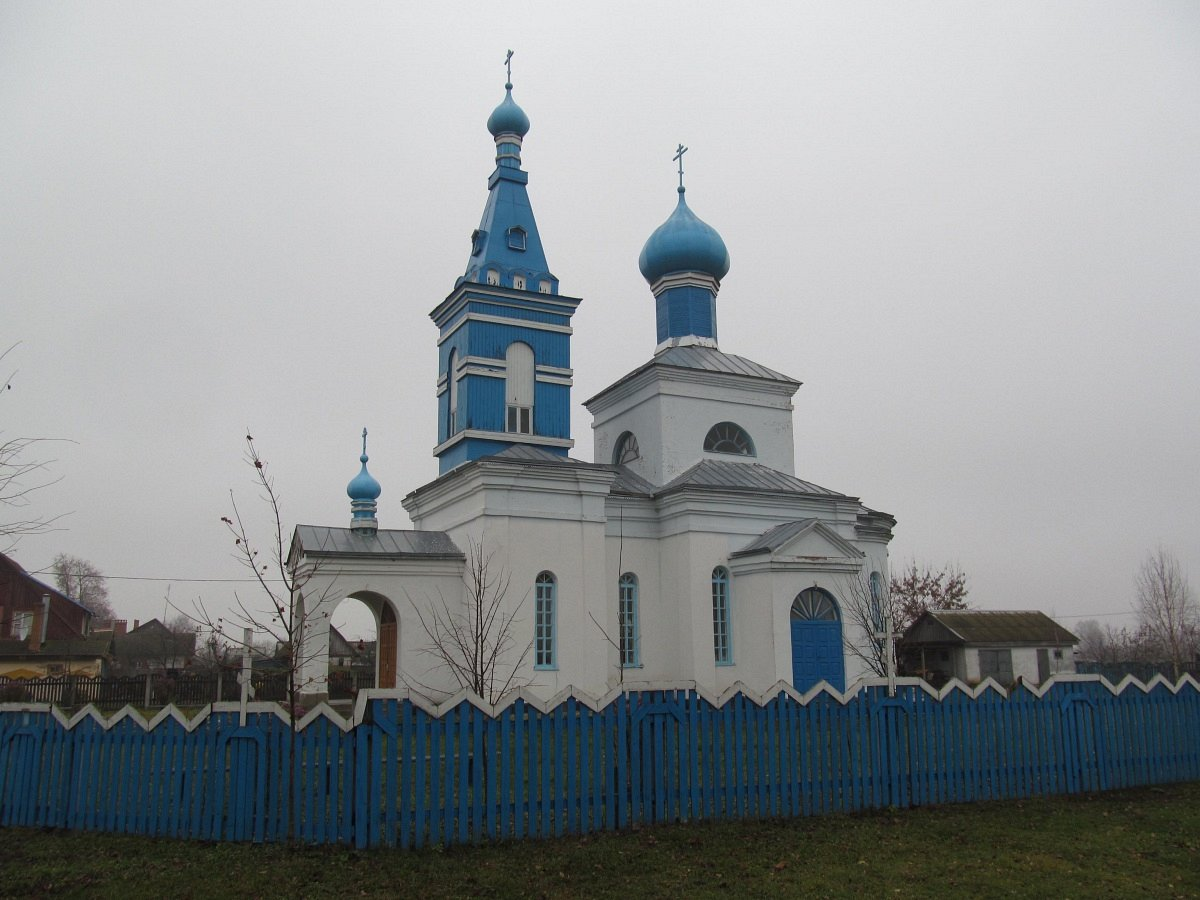
Cerkiew Opieki Matki Bożej w Błotni
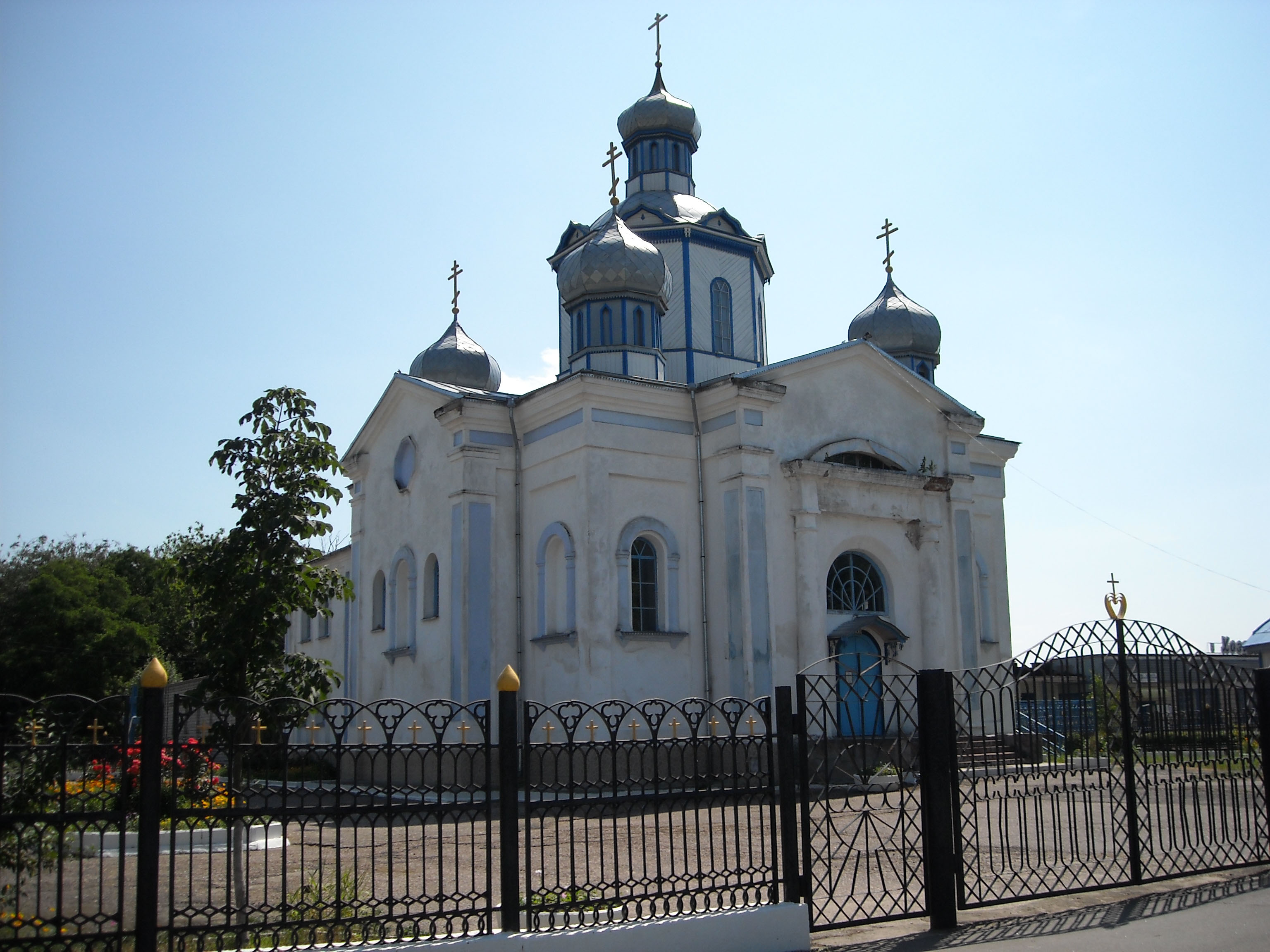
Cerkiew Opieki Matki Bożej w Dowsku
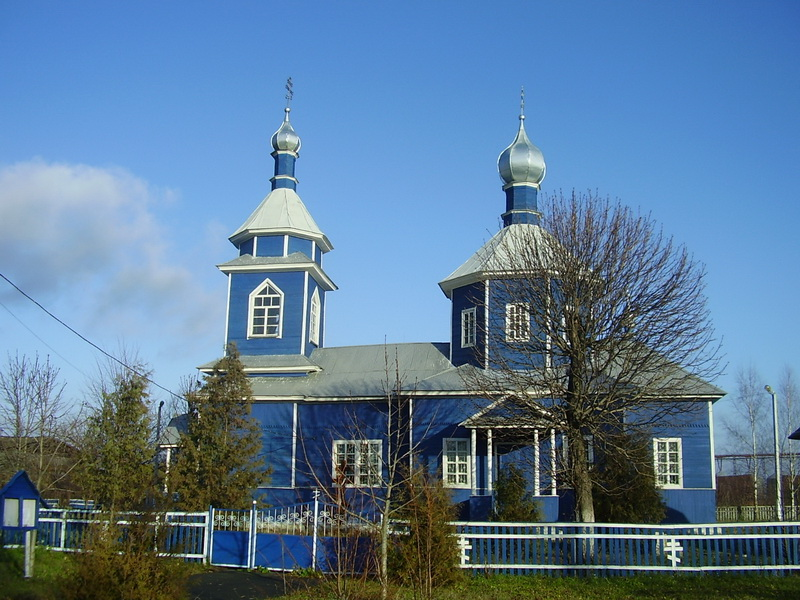
Cerkiew Świętego Ducha we Dworcu